# Onze-Lieve-Vrouwekerk (Onze-Lieve-Vrouw-Olen)

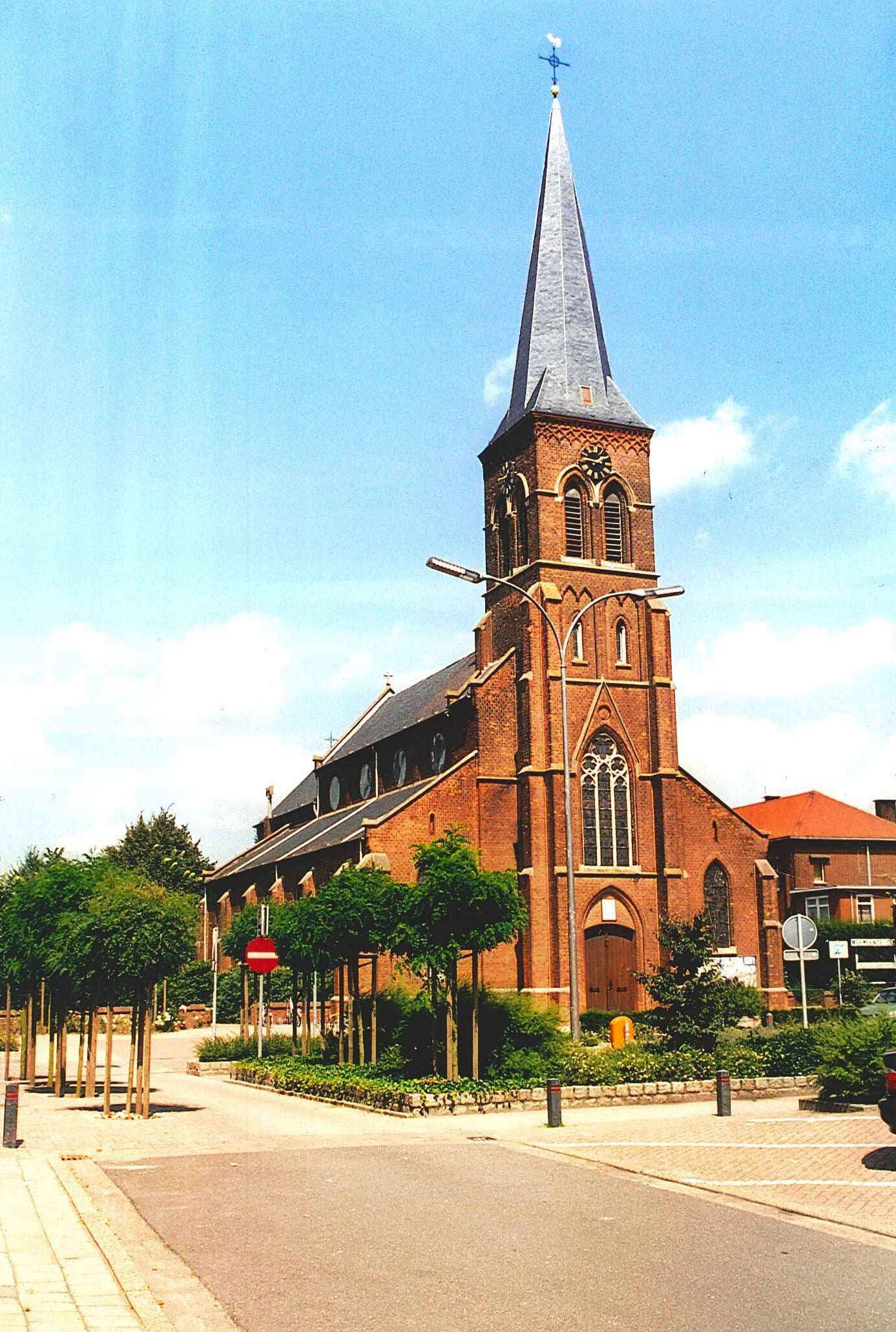
Onze-Lieve-Vrouwekerk

De Onze-Lieve-Vrouwekerk was de parochiekerk van de tot de Antwerpse gemeente Olen behorende plaats Onze-Lieve-Vrouw-Olen, gelegen aan Boekel 11.

## Gebouw
Deze kerk werd gebouwd in 1865-1866 naar ontwerp van Johan van Gastel, in neogotische stijl. Het is een naar het noorden georiënteerde basilicale bakstenen kerk. De ingebouwde toren heeft vier geledingen en een ingesnoerde naaldspits. Het koor is driezijdig afgesloten.

## Interieur
De kerk bezit een houten kruisbeeld van omstreeks 1400. Het kerkmeubilair en de overige heiligenbeelden zijn uit de 2e helft van de 19e eeuw. De glas-in-loodramen zijn van 1960.

## Toekomst
In het kerkenbeleidsplan van de gemeente Olen werd in 2018 voorgesteld om de kerk te onttrekken aan de eredienst en er in de toekomst het administratief centrum van de gemeente Olen in te vestigen, onder de naam: Huis van de Olenaar.